# AC×DC
AC×DC (также известная как Antichrist Demoncore) — американская хардкор-панк-группа, образованная в Лос-Анджелесе, штат Калифорния, в 2003 году. Группа пережила несколько смен состава, и в настоящее время состоит из вокалиста Серджио Амальфитано, гитариста Эдди Оропезы, басиста Райана Корбетта и барабанщика Хорхе Луиса Эрреры. Стиль группы относят к пауэрвайоленсу, а также грайндкору и хардкор-панку с влиянием ди-бита, краст-панка и дэт-метала. Эстетику группы описывают как «странную смесь веганства, стрейт-эджа и сатанизма».

## История
Группа была образована в 2003 году, когда её участники ещё учились в средней школе. Вокалист Серджио Амальфитано был приглашён в группу одним из первых гитаристов, который, по словам Амальфитано, планировал создать «группу типа Spazz, в текстах которой говорится о черепашках-ниндзя и прочем». Группа вызвала споры некоторыми своими записями, включая EP He Had It Comin' (2005), на обложке которого изображён вьетнамский полицейский, стреляющий в распятого Христа. После перерыва, в 2010 году Амальфитано и Джефф Алдапе реформировали AC×DC в новом составе.
Группа выпустила свой дебютный полноформатный альбом Antichrist Demoncore в 2014 году. Альбом был спродюсирован Тейлором Янгом, известным по работе с Nails и Twitching Tongues, а мастерингом занимался участник From Ashes Rise и The Cooters Брэд Боатрайт.
В июне 2015 года группа объявила, что записала 14 песен для новых пластинок и сплитов.
Satan Is King вышел 15 мая 2020 года на лейбле Prosthetic Records.
14 марта 2024 года группа заявила о готовящемся к выходу альбоме G.O.A.T. и объявила о возможности оформить предзаказ. Вместе с тем, к прослушиванию стали доступны первые три песни: «Thot Police», «Vested Interest» и «Goatcore». Выход альбома запланирован на 26 апреля 2024 года.

## Состав
- Серджио Амальфитано — вокал
- Эдди Оропеза — гитара
- Райан Корбетт — бас-гитара
- Хорхе Луис Эррера — ударные

## Дискография

### Студийные альбомы
- Antichrist Demoncore (2014)
- Satan Is King (2020)
- G.O.A.T. (2024)

### EP
- He Had It Coming (2005)
- The Second Coming (2012)
- Postcard Flexi (2015)
- The Oracles of Death (2016)

### Концертные альбомы
- TBFH Live Session (2012)
- Beast Coast Tour Tape 2015 (2015)

### Демо
- Jack Trippin Demo (2004)
- Live Noise/Demos/Unreleased (2011)

### Сборники
- A Sign Of Impending Doom (2005)
- Take Your Cross Off And Join The Crowd (2012)
- Discography 03-13 (2014)
- He Had It Coming/The Second Coming (2014)